# Делаго, Николь
Николь Делаго (итал. Nicol Delago; 5 января 1996, Брессаноне) — итальянская горнолыжница. Специализируется в скоростных дисциплинах. Участница зимних Олимпийских игр 2018 и 2022 годов.
Старшая сестра горнолыжницы Нади Делаго.

## Карьера

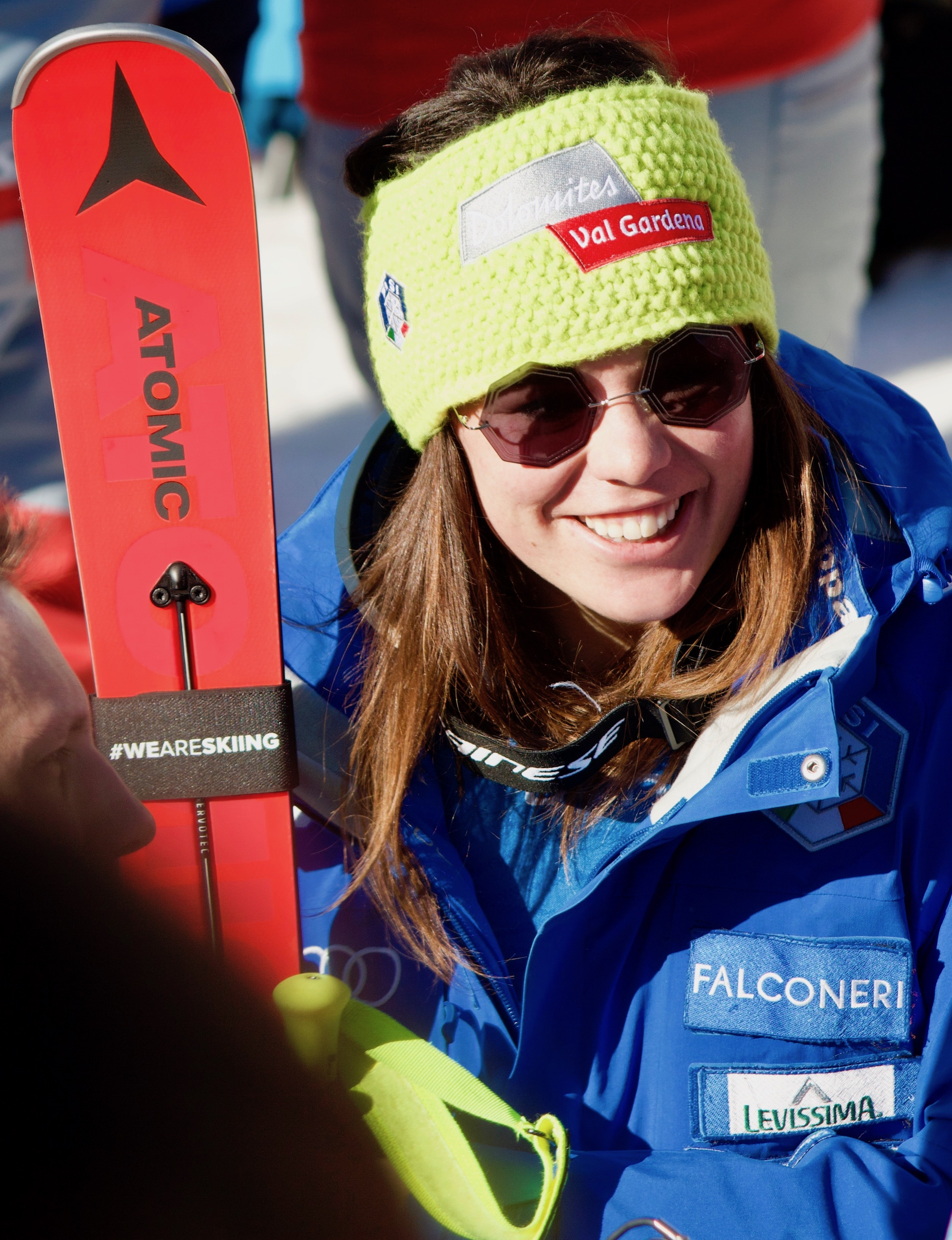
2019 год

Родом из Сельва-ди-Валь-Гардена, она обучалась в горнолыжном клубе Гардена, затем поступила в спортивную группу Fiamme Gialle. Активно выступает в соревнованиях FIS с декабря 2011 года, дебютировала в Континентальном кубке 12 декабря 2013 года в гигантском слаломе.
На чемпионате мира среди юниоров в Хафьеле 2015 она завоевала бронзовую медаль в скоростном спуске, а 14 января 2016 года она поднялась на свой первый подиум в скоростном спуске в Кубке Европы (3-й).
На Олимпийских зимних 2018 года не финишировала в скоростном спуске.
В сезоне 2018/2019, 18 декабря 2018 года, на этапе в Валь-Гардена, она показала второе время в скоростном спуске и впервые в Кубке мира оказалась на подиуме.

## Технические особенности
Сильная и энергичная спортсменка, её сильной стороной является мышечная сила. Она обладает плавностью, которая позволяет ей поддерживать высокую скорость даже на участках пути, характеризующихся плохим уклоном, в сочетании с хорошей маневренностью и способностью интерпретировать наиболее технически сложные пути. Первоначально она была специалистом по специальному слалому, но впоследствии переориентирована на свободный и супергигантский спуск.

## Выступления на крупнейших соревнованиях

### Олимпийские игры
| Олимпийские игры | Скоростной спуск | Супергигант | Гигантский слалом | Слалом | Комбинация | Команды |
| ---------------- | ---------------- | ----------- | ----------------- | ------ | ---------- | ------- |
| 2018 Пхёнчхан    | DNF              | —           | —                 | —      | —          | —       |
| 2022 Пекин       | 11               | —           | —                 | —      | DNF        | DNS     |

### Подиумы на этапах Кубка мира (4)
| № | Сезон   | Дата        | Место проведения     | Дисциплина       | Место |
| - | ------- | ----------- | -------------------- | ---------------- | ----- |
| 1 | 2018/19 | 18 дек 2018 | Валь-Гардена         | Скоростной спуск | 2     |
| 2 | 2019/20 | 8 дек 2019  | Лейк-Луиз            | Супергигант      | 2     |
| 3 | 2019/20 | 11 янв 2020 | Альтенмаркт-Цаухензе | Скоростной спуск | 2     |
| 4 | 2023/24 | 13 янв 2024 | Альтенмаркт-Цаухензе | Скоростной спуск | 3     |